# Pulheimer Bach
Der Pulheimer Bach, das Bachsystem um die Stadt Pulheim im Nordwesten von Köln, ist durch seine fast durchgehende Renaturierung im Rahmen des Aktionsplanes Regio Grün innerhalb der Regionale 2010 Köln/Bonn ein besonderes Beispiel für Umweltplanung und Naturschutz im Umkreis einer Großstadt.

## Bachlauf
Der Bach entspringt unterhalb der Glessener Höhe am Osthang der Ville (im Naturpark Rheinland) in etwa 100 m Höhe mit mehreren Quellen im Naturschutzgebiet Liebesallee beim Gut Neuhof, Bergheim-Glessen. Im Bereich Neuhof und Broichhof wird er in mehreren ehemaligen Mühlenteichen gestaut. Auf seinem kurzen Lauf über 8 km durchfließt oder berührt er die Pulheimer Stadtteile Sinthern, Geyen und die südlichen Teile des Zentralorts. Unmittelbar dahinter wird vor der Pletschmühle der Kölner Randkanal unterquert. Schließlich versickert er südöstlich von Orr in der Großen Laache am Rand der unteren Mittelterrasse in 45 m Höhe. Dort befinden sich in der Weichsel-Kaltzeit akkumulierte Niederterrassen-Schotter einer alten Rheinschlinge und das Naturschutzgebiet (seit 1999) der Kleinen und Großen Laache. Übers Jahr gemittelt fließen an der Pletschmühle etwa 50 bis 60 Liter pro Sekunde, das sind jährlich fast zwei Millionen m³ Wasser. Von dort sickert das Wasser zum Rhein hin. In etwa 3 km Entfernung wird mit dem Wasserwerk Weiler ein Großteil des Trinkwassers für das nordwestliche Köln gewonnen. Das gesamte Einzugsgebiet des Baches mit seinen Gräben und Zuläufen beträgt 24 km.

## Ehemalige Mühlenstandorte

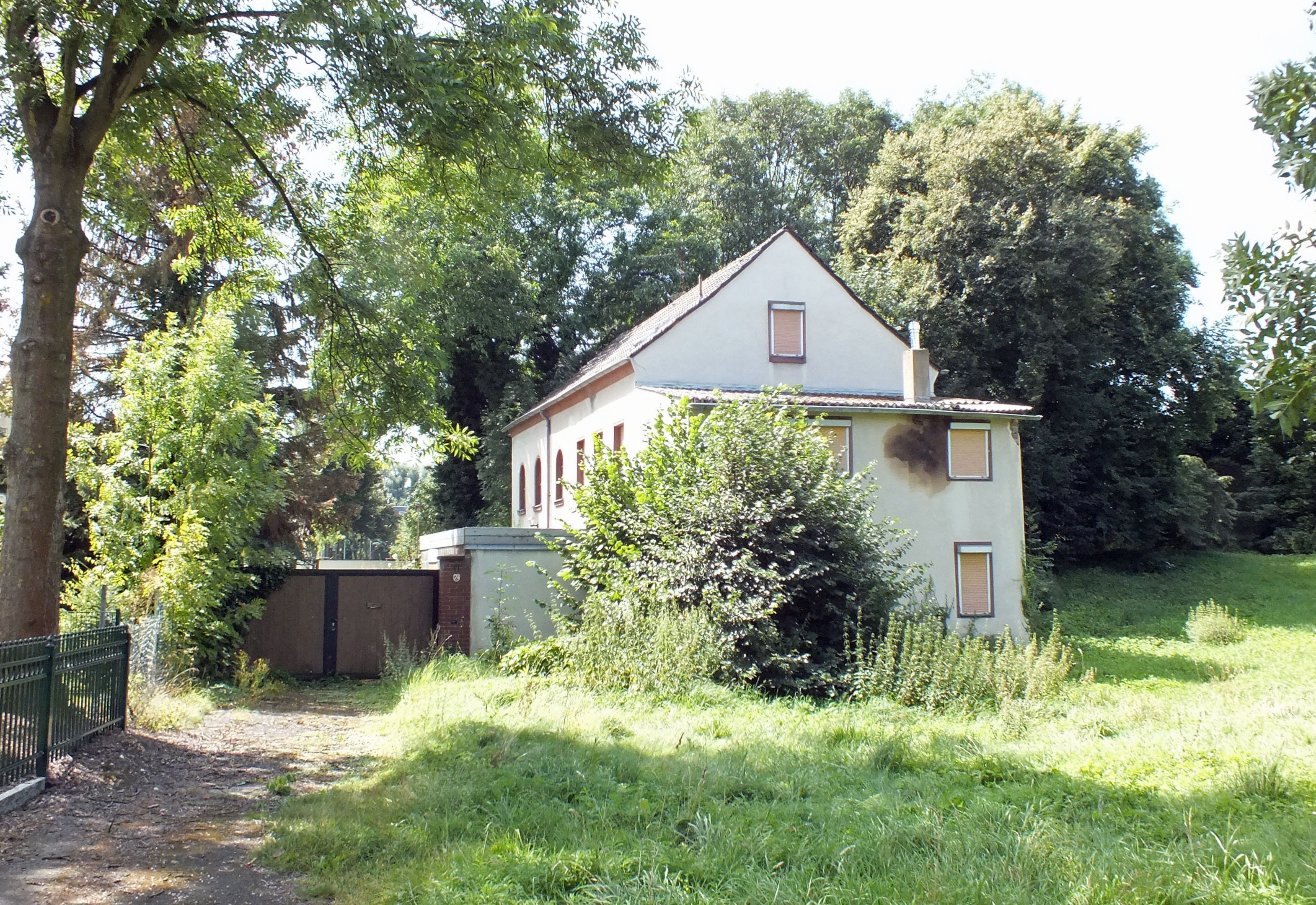
Mühle Geyen

Am Pulheimer Bach sind keine Wassermühlen mehr in Betrieb, die meisten wurden im 19. oder der ersten Hälfte des 20. Jahrhunderts stillgelegt, die letzte um 1960.
- Braunsfeldsmühle in Glessen beim Gut Neuhof (das Gut gehörte in der Mitte des 18. Jahrhunderts dem Grafen von Braunsfeld) mit zwei Mahlgängen und einem oberschlächtigen Wasserrad. Zwei von drei Mühlteichen sind noch vorhanden. Die Mühle wird 1312 zum ersten Mal erwähnt und war bis 1960 in Betrieb.
- Abtsmühle 1250 m bachabwärts zwischen Glessen und Sinthern an der Einmündung des Abtsmühlgrabens, oberschlächtig. Eine Mühle bestand hier bereits vor 1656, als der Abt der Abtei Brauweiler, der den nahegelegenen Hof erworben hatte, die Mühle erneuerte. Sie brannte 1886 nach einem Blitzeinschlag ab. Einige Mühlsteine sind noch beim Abtshof in der Nähe der Glessener Kirche zu sehen.
- Olligsmühle, 500 m abwärts, kurz hinter der Mündung des ebenfalls renaturierten Keuschenbroichgrabens, um 1500 bis in die zweite Hälfte des 19. Jahrhunderts, ein Schäl- und ein Ölgang, in ebenem Gelände, daher unterschlächtig. Das Mühlhaus ist noch vorhanden und wird als Wohnhaus genutzt, der Weiher ist jetzt Obstwiese. Die Mühlsteine des Kollerganges lehnen am Haus.
- Sinterner Mühle, weitere 750 m abwärts, bestand mit zwei Mahlgängen etwa von 1500 bis 1930/40. Zuletzt wurde nur noch geschrotet. Sie stand an einem kleinen Geländeknick und war deshalb oberschlächtig. Der Teich wurde 1937/38 zu einem Freibad umgewandelt, das aber die Zeit des Nationalsozialismus nicht wesentlich überdauerte. Auf der Topographischen Karte mit Stand von 1958 ist es noch verzeichnet.
- Geyener Mühle (Woltersmühle) von vor 962 bis etwa 1950, ein Mahlgang, im „Mühlengrund“ an einer Geländekante stehend, deshalb oberschlächtig. Die Urkunde vom 25. Dezember 962, die Erzbischof Bruno von Köln für das Kölner St. Cäcilienstift ausstellen ließ, nennt eine Mühle in Geyen. Ob sie am jetzigen Ort stand, ist noch nicht untersucht. Der Mühlenteich ist heute Sportplatz. Das Mühlenhaus mit noch vorhandenen Mühlsteinen datiert aus dem Jahre 1900. Es soll ab 2016 denkmalgemäß umgebaut und einer Wohnnutzung zugeführt werden.[5]
- Pulheimer Mühle, 2,25 km abwärts am westlichen ehemaligen Rand Pulheims in ebenem Gelände gelegen und deshalb unterschlächtig. Einkünfte aus ihr wurden 1301 von Graf Walram von Jülich, dem Herren von Bergheim, dem St. Georg-Stift in Köln, als Wiedergutmachung einer von ihm zerstörten Mühle überschrieben. Ein Straßenschild „Zur alten Wassermühle“ erinnert noch an diese 1930 aufgegebene Mühle.
- Pletschmühle, 1500 m an der Geländekante, dem Prallhang der ehemaligen Rheinschlinge mit der Großen und Kleinen Laache, deshalb oberschlächtig mit einem Malgang und zwei Teichen. Sie bestand vom 13. Jh. bis 1930. Die Gebäude dienen nun als Reiterhof. Ursprünglich war die Mühle im Kirchenbesitz und wurde deshalb in der Franzosenzeit säkularisiert. Der Mühlenhof mit 110 Morgen Land wurde 1842 durch „Allerhöchste Kabinettsorder“ König Friedrich Wilhelms IV. zum landtagsfähigen Rittergut Haus Orr mit Kriegshof, Bayershof und Altenhof erhoben.[6]

## Wasserburgen und Höfe

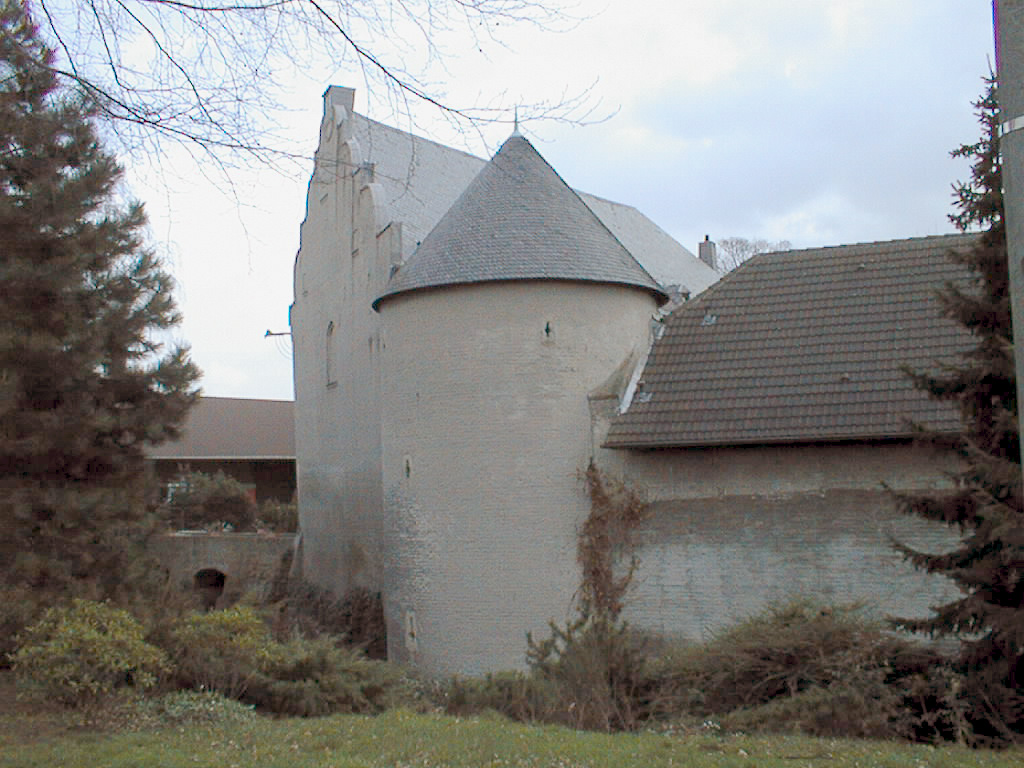
Junkerburg Geyen mit Brücke über den Graben zwischen Vor- und Hauptburg

Schon der Neuenhof nahe den Quellen war ursprünglich von Wassergräben umgeben, von denen nur noch geringe Spuren im Gelände zu finden sind.
Die besterhaltene Wasserburganlage am Bach ist die Junkersburg. Der Wassergraben reicht heute aber nur noch vom mittelalterlichen Rundturm bis zum Barockturm. Aber auch in Sinthern befindet sich eine ehemals wasserumschlossene Hofanlage. Der bereits seit 1028 zur 1024 gegründeten Abtei Brauweiler gehörende Fronhof zählt wegen seiner wehrhaften Anlage mit (nur teilweise erhaltenem) Wassergraben und burgähnlichem Eingangstor zu den sogenannten Hofesfesten. Viele der mit den Mühlen verbundenen Höfe werden ebenfalls grabenbewehrt gewesen sein.

## Renaturierung

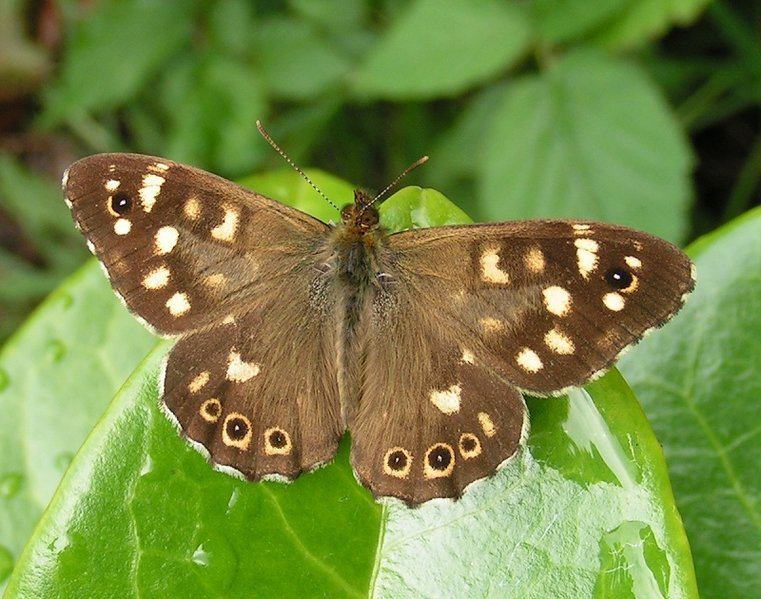
Waldbrettspiel (Pararge aegeria tircis) Typischer Auenwald-Schmetterling, August an der Großen Laache beobachtet

Da der Pulheimer Bach für die Trinkwasserversorgung Kölns wichtig erscheint, waren Überlegungen erforderlich, die Wasserqualität des Baches zu erhöhen. Mit der Renaturierung von Bachabschnitten wurde bereits vor 2005 begonnen, wenn Baumaßnahmen am Bach es möglich machten. Für größere Strecken war mehr Kapital und Initiative nötig. Der Unterhaltungsverband Pulheimer Bach stellte dazu am 12. Oktober 2006 den Antrag auf Förderung des Konzepts „Wasserachse Pulheimer Bach“ als A-Projekt im Rahmen der Aktion REGIOGRÜN der Regionale 2010. Dabei sollte das Projekt in den Nordwestlichen Grünzug vom alten Rhein zu den Neuen Energien auf der Villehöhe einbezogen werden. Das Naturschutzgebiet Große Laache und der Pulheimer See im Naherholungsgebiet Stöckheimer Höfe, das von den Städten Pulheim und Köln in den nächsten Jahren ausgebaut werden soll, liegen in diesem Grünzug am Ende des Baches. Der Bach sollte dabei, wo irgend möglich, renaturiert und als „Erlebnis- und Lehrpfad“ gestaltet werden. Nach Erreichen der A-Qualifikation im Juni 2007 konnte am 3. Dezember 2007 der erste Spatenstich zur Renaturierung des Bachlaufes erfolgen, der erste Abschnitt wurde im darauf folgenden Sommer fertiggestellt und durch den damaligen Ministerpräsidenten und Pulheimer Bürger Jürgen Rüttgers, eingeweiht. Der Förderbescheid für die Landesmittel über 154.891 € kam am 3. September 2008 durch den Regierungspräsidenten Hans Peter Lindlar und wurde entsprechend in der Grabenmeisterei des Verbandes gefeiert. Die Städte Bergheim und Pulheim teilen sich die zu 200.000 € fehlende Summe. Der zweite Abschnitt wurde 2009 angegangen, der dritte im Februar 2010. Dabei wurden die Betonrohre und Sohlen herausgerissen und durch ein Kiesbett ersetzt. Geländestufen und stufige Einmündungen bekamen eine Basalt-Unterlage als Energievernichter. Die Ufer wurden durch Baumpflanzungen und geeignete Gehölze wie Schwarzerlen und Wasserpflanzen wie rote Pestwurz, Blaubinsen, Wasserlilien und Schilf begleitet und befestigt. Im Oktober 2009 wurden die ersten Edelkrebse in den Bach gesetzt. 2010 und 2011 folgte je eine weitere Tranche mit über 1000 Jungtieren aus einer Eifeler Aufzuchtstation. 2013 zeigten sich Erfolge, weil bei einer Kontrolle auf einem sieben Meter langen Abschnitt mehr als ein Dutzend Krebse unterschiedlichen Alters und verschiedener Größe gefunden wurden. Auch der Eisvogel ist jetzt wieder in angelegten Bruthöhlen in den Uferwänden heimisch. Es sind Überlegungen im Gange, auch die nicht renaturierbaren Abschnitte des Baches in den Stadtteilen als offenen Rinnen zu gestalten. Im März 2011 waren 8 der 11 Abschnitte renaturiert. Die in den Orten noch verrohrten Abschnitte werden durch blaue Betonsteine mit weißer Doppelwelle, dem Symbol des Bachverbandes, markiert, die in etwa 10 m Abstand in die Trasse eingefügt wurden.
Im Dezember 2012 kam ein weiterer Zuwendungsbescheid seitens der Bezirksregierung von über 400.000 € für den Abschnitt Sinthern, Martinstraße, bis Jakob-Pohl-Platz, Geyen, der im Frühjahr in Angriff genommen wurde. Zu Beginn der Sommerferien waren 500 Meter renaturiert und 2013 wurden die restlichen 300 Meter fertiggestellt.

## Hochwasserschutz
Durch die Öffnung des Baches wird auch Platz für Starkregen-Hochwasser geschaffen. Bereits vor Abschluss der Arbeiten hat sich gezeigt, dass der durch die Renaturierung zusätzlich gewonnene Stauraum von rund 7.000 m³ einen Gewinn zum Schutz der Ortslage Pulheim darstellt, bevor das Hochwasser-Rückhaltebecken Bendacker mit seinem Stauvolumen von 28.000 m³ in Anspruch genommen wird.

## Kooperationen
Für die wissenschaftliche Begleitung des Projektes konnte das Geographische Institut der Universität zu Köln gewonnen werden. Federführend ist dabei der Privatdozent Reinhard Zeese aus Brühl. Nach entsprechenden Vorarbeiten wurde am 10. November 2008 im Geographischen Institut ein Patenschaftsvertrag zwischen den Beteiligten und der Mathematisch-Naturwissenschaftlichen Fakultät geschlossen.
Die Schulen (bis Juni 2011 acht) und fünf Kindergärten der anliegenden Ortsteile haben großes Interesse, mit Veranstaltungen wie Grünes Klassenzimmer sich mit der Bachnatur auseinanderzusetzen. Das sind zum Beispiel die Gemeinschaftsgrundschule Sinthern/Geyen, die für ihr Projekt 2009 und 2010 von der Vereinigung Deutscher Gewässerschutz in einem bundesweiten Schülerwettbewerb ausgezeichnet wurde (ein drittes Mal 2011), die Gemeinschaftsgrundschule Wolfhelmschule in Dansweiler, die Rochusschule Glessen, die Barbaraschule, die Marion-Dönhoff-Realschule und das Geschwister-Scholl-Gymnasium in Pulheim (Auszeichnung 2009). Sogar die Schulen aus Brauweiler, Abtei-Gymnasium und die Arthur-Koepchen-Realschule, die nicht am Bach anliegen, beteiligen sich. Auf der Messe Didacta 2010 in Köln war „Das Grüne Klassenzimmer Pulheimer Bach“ Thema einer Präsentation. Die Schulen haben sich zur Pädagogischen Achse der Anrainerschulen zusammengeschlossen und übernehmen seit 2011 jeweilige Bachpatenschaften.

## Erlebnispfad
Am 25. Mai 2012 wurde der Erlebnispfad Pulheimer Bach offiziell eingeweiht. Der Erlebnispfad führt mit 30 Erzählstationen von den springenden Quellen in Glessen bis zur Versickerungsstelle in der Pulheimer Großen Laache. Maßgebliche Unterstützung für die Arbeit des Bachverbandes kam vom Landschaftsinterpreten Reinhard Zeese, welcher mit seinem Partner Harald Wegner (Franz Fischer Ingenieurbüro) eine Arge (Arbeitsgemeinschaft) gründete und z. B. auch die vielfältigen Informationsangebote bearbeitete und bebilderte. Zahlreiche wissenschaftliche Hilfsarbeiter säumten das Projekt und zeigten große Unterstützung. Neben Doktoranden, Studierenden, wissenschaftlichen Mitarbeitern der Uni Köln trugen auch internationale Gastwissenschaftler, wie der Geologe Abu Shoeb aus Bangladesch, zum großen Erfolg und der anhaltenden positiven Resonanz für den Erlebnispfad bei.

## Erzählstationen
Das Erleben des Baches, seiner Geschichte und seiner Einbettung in Natur und Kultur wird gefördert durch vier Pavillons und je sechs Informationstafeln an Ankerpunkten, von denen im Frühjahr 2011 drei erstellt sind: Glessen, GGS Sinthern/Geyen und an der Pletschmühle am Tor zum Alten Rhein. Die letzte wurde nahe dem Quellgebiet im Herbst 2011 eingeweiht. Dazu kommen 30 durch Stelen gekennzeichnete Erzählstationen an bemerkenswerten Punkten der renaturierten Bachabschnitte. Hier kann man auf kleinen Info-Tafeln Wissenswertes und Historisches erfahren oder durch die Anwahl einer hier angegebenen Mobiltelefon-Nummer sich erzählen lassen. Für Experimente und Beobachtungen des Bachlebens wurden Lernstege über das Bachbett geschlagen.
An der ersten Erzählstation am Naturschutzgebiet Liebesallee führt der Entdeckerpfad dem Wasser auf der Spur mitten durch den Quellsumpf des Baches, der eigentlich nicht zugänglich sein sollte. Der Pfad wurde am 24. November 2011 durch den Bachverband und den Projektleiter, Reinhard Zeese, seiner Bestimmung übergeben. Die erste Tafel nahe der Quellmulde des Bachs weist auf die Besonderheiten und die Schutzbedürftigkeit des hochsensiblen Areals hin. Besonders bemerkenswerte Stellen sind durch Driftblöcke markiert, Gesteinsstücke, die während einer Kaltzeit auf der Ville-Hauptterrasse abgelagert wurden.
Auf eine Besonderheit wird an der 2015 neu konzipierten Erzählstation an der Einmündung des Abtmühlengrabens hingewiesen. Der kleine, ganzjährig etwa 10 Grad kühle Bachlauf bringt aus seinem Quellgebiet durch Kohlensäure gelösten Kalk mit, der nach Erwärmung, Verdunstung und Photosynthese der begleitenden Pflanzen ausgefällt wird und kleine Sinterterrassen bildet, eine im Großraum Köln einzigartige Erscheinung, die nur an den Nebengewässern des Pulheimer Baches zu finden ist. Am Bachende, an der Großen Laache, hat der Bachverband ein Bachauenbuch ausgelegt, in dem Spaziergänger Notizen und Hinweise eintragen können.

## Radrundkurs
Horst Engel legte 2016 ein Buch über die von ihm konzipierte Radrundtour um den Nordosthang der Ville vor. Der 70 km lange Rundkurs mit 16 Abstechern, beginnend am Pulheimer Bahnhof, kann unterteilt werden. Es enthält auch Strecken, die den Fliestedener, den Stommelner und den Gillbach berühren. Es gibt auch Hilfen für den Radler unterwegs an, wie etwa Gastronomie, Geschäfte und Bankautomaten.